# Batismo de Sangue
Batismo de Sangue é um filme brasileiro lançado em 2007, dirigido pelo cineasta Helvécio Ratton. O filme é baseado no livro homônimo de Frei Betto que foi lançado originalmente no ano de 1983, e vencedor do prêmio Jabuti.

## Enredo
Na cidade de São Paulo, no final da década de 1960, o convento dos frades dominicanos torna-se uma das mais fortes resistências à ditadura militar vigente no Brasil. Movidos por ideais cristãos, os frades "Tito", "Betto", "Oswaldo", "Fernando" e "Ivo", passam a apoiar logistica e politicamente o grupo guerrilheiro Ação Libertadora Nacional, comandado à época por Carlos Marighella. O grupo dissocia-se após uma conversa entre Frei Diogo e seus frades, de onde se conclui a necessidade de dispersão do grupo a partir de então.
Frei Ivo e Frei Fernando partem para o Rio de Janeiro, onde são surpreendidos e torturados por oficiais brasileiros que, acusando-os de traidores da igreja e traidores da pátria, perguntam por informações sobre o local de reunião do grupo para a posterior captura e execução de seu líder, Carlos Marighella. Após sofrerem tortura, os frades informam aos policiais o horário e o local de reunião do grupo, onde Marighella costumava receber recursos oriundos dos frades. Marighella foi então surpreendido e executado por policiais do DOPS paulista, sob o comando do delegado Sérgio Paranhos Fleury.
Frei Betto, refugia-se no interior do Rio Grande do Sul onde é encontrado, preso, e une-se ao restante do grupo no presídio de Tiradentes, em São Paulo, em 1971. Os frades são posteriormente julgados e sentenciados a quatro anos de reclusão em regime fechado.

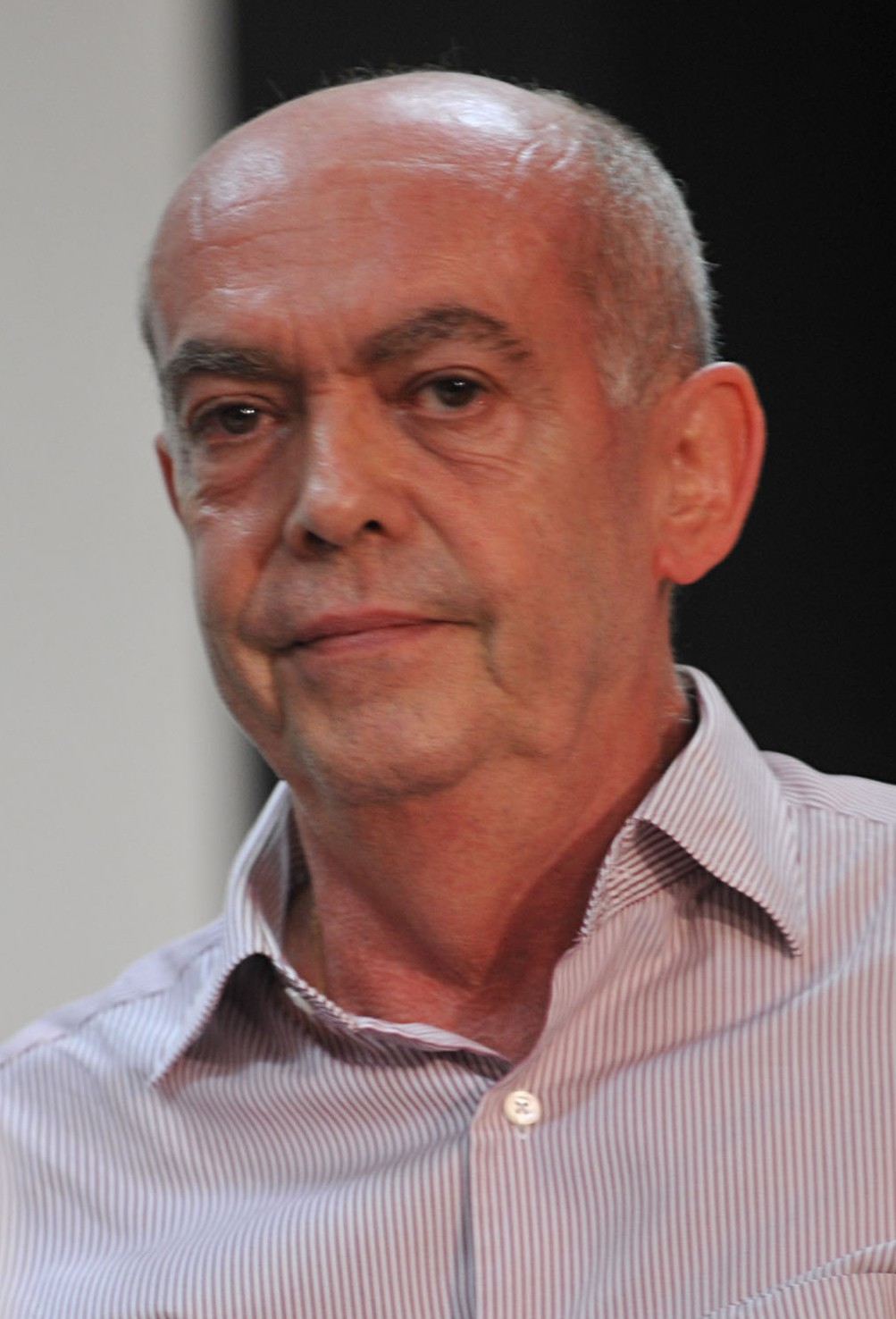
Helvecio Ratton - Diretor

A única exceção é Frei Tito, que é libertado em troca do embaixador suíço Giovanni Enrico Bucher, juntamente com outros presos políticos, em 11 de junho de 1970, e se exila na França. Frei Tito não consegue superar as sequelas psicológicas sofridas após ser preso e torturado e acaba suicidando-se.

## Elenco
- Caio Blat → Frei Tito
- Daniel de Oliveira → Frei Betto
- Cássio Gabus Mendes → Delegado Fleury
- Ângelo Antônio → Frei Oswaldo
- Léo Quintão → Frei Fernando
- José Carlos Aragão → Médico preso
- Odilon Esteves → Frei Ivo
- Marcélia Cartaxo → Nildes
- Marku Ribas → Carlos Marighella
- Murilo Grossi → Policial Raul Careca
- Renato Parara → Policial Pudim
- Jorge Emil → Prior dos Dominicanos
- Marco Amaral → Capitão torturador

## Principais prêmios e indicações
Festival de Cinema de Brasília (2006)
- Vencedor nas categorias:

Melhor diretor
Melhor fotografia (Lauro Escorel) 